# In God We Trust

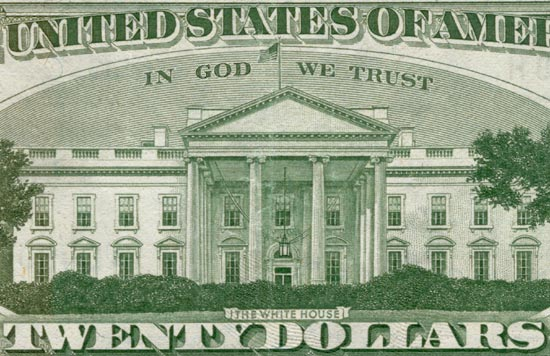
20달러 지폐에 써져있는 In God We Trust

In God We Trust(인 갓 위 트러스트)는 미국의 공식 표어로 한국어로 '우리는 신을 믿는다'라는 뜻이다. 1864년 미국 동전에 처음으로 등장했으며 제84차 미 연방의회는 'In God We Trust'를 국가표어로 선포하는 법을 통과시키고 1956년 7월 30일 드와이트 D. 아이젠하워 대통령은 이 법안에 서명하여 미국의 공식적인 나라 표어로 지정되었다. 1956년 이전까지는 라틴어 'E pluribus unum' 즉 '여럿으로 이루어진 하나(Out of Many, One)'를 사용했다. 미국 플로리다주의 표어이기도 하다.

## 같이 보기
- 전시안